# Brochymena carolinensis
Brochymena carolinensis är en insektsart som först beskrevs av John Obadiah Westwood 1837.  Brochymena carolinensis ingår i släktet Brochymena och familjen bärfisar. Inga underarter finns listade i Catalogue of Life.